# The Bends
'The Bends' is het tweede studioalbum van de Engelse alternatieve rockband Radiohead.

## Inleiding
De muziekgroep begon onder leiding van muziekproducent John Leckie met de opnamen voor The Bends in februari 1994; plaats van handeling was de RAK Studios in Londen. Er werd mede door een concertreeks maar weinig progressie geboekt; vier maanden extra in de Abbey Road Studios en The Manor waren nodig voor dit album. Voor de mix werden Sean Slade en Paul Q. Kolderie (producenten van voorganger Pablo Honey) ingeschakeld. Onder leiding van Leckie ontstond een meer eigen geluid, moeilijker arrangementen en cryptischer teksten.  Het tilde de band van one-hit-wonder met Creep naar een serieuze albumband hetgeen uitmondde in de nominatie voor beste album 1996 bij de Brit Awards.
Aanzet tot dat resultaat was de tournee die volgde op Pablo Honey, waarbij de band een meer eigen geluid ontwikkelde en progressie boekte op allerlei gebied. Zo werden de gitaarpartijen meer over de gitaristen verdeeld en ook de composities werden meer verdeeld over de musici. Alleen Yorke zag dat niet zo; hij stond mede door faalangst op het punt op te stappen; platenlabel EMI gaf wat extra tijd, maar dreigde ook met beëindiging van het contract. Ook andere leden hadden het gevoel te veel te willen doen. Manager Chris Hufford wist de band weer op de rails te krijgen met “speel wat je wilt in plaats van aan allerlei eisen te voldoen". Het had direct weerslag ook tussen de bandleden onderling. Opnamen werden beëindigd in november 1994, een maand na de oorspronkelijke deadline. Als reactie op hun succes met Creep kwam een album met eclectische stromingen zoals alternatieve rock, Britpop en indie rock. 
Het album werd voor het eerst gestoken in een hoesontwerp van Stanley Donwood, een jarenlange samenwerking op dat gebied met zanger Yorke nam een aanvang.
In maart en april 1995 werd The Bends over de gehele wereld uitgebracht; laatst was de Verenigde Staten aan de beurt, mede omdat Capitol Records in eerste instantie weigerde het album uit te brengen; er waren geen vlotte nummers op het album te vinden die als singles succes zouden kunnen hebben.

## Musici

### Radiohead
- Thom Yorke – zang, gitaren, piano (en strijkarrangementen)
- Jonny Greenwood – gitaren, toetsinstrumenten, blokfluit (en strijkarrangementen)\
- Ed O'Brien – gitaren, achtergrondzang
- Colin Greenwood – basgitaar
- Philip Selway – drumstel

### Gasten
- Caroline Lavelle – cello
- John Matthias – altviool, viool

## Tracklist
Alle nummers zijn door Radiohead zelf geschreven.
| 1.                 | Planet Telex               | John Leckie, Nigel Godrich, Radiohead             | 4:19 |
| 2.                 | The Bends                  | John Leckie, Nigel Godrich, Radiohead             | 4:04 |
| 3.                 | High And Dry               | John Leckie, Nigel Godrich, Radiohead             | 4:20 |
| 4.                 | Fake Plastic Trees         | John Leckie, Nigel Godrich, Radiohead             | 4:51 |
| 5.                 | Bones                      | John Leckie, Nigel Godrich                        | 3:08 |
| 6.                 | (Nice Dream)               | John Leckie, Nigel Godrich                        | 3:54 |
| 7.                 | Just                       | John Leckie, Nigel Godrich, Radiohead             | 3:54 |
| 8.                 | My Iron Lung               | John Leckie, Nigel Godrich, Radiohead             | 4:37 |
| 9.                 | Bullet Proof..I Wish I Was | John Leckie, Nigel Godrich                        | 3:29 |
| 10.                | Black Star                 | John Leckie, Nigel Godrich                        | 4:07 |
| 11.                | Sulk                       | John Leckie, Nigel Godrich                        | 3:43 |
| 12.                | Street Spirit (Fade Out)   | John Leckie, Nigel Godrich, Radiohead, Jim Warren | 4:12 |
| Totale duur: 48:39 |                            |                                                   |      |

Black star werd geproduceerd door Nigel Godrich en de band; High and dry door Jim Warren en band. Sulk was een reactie op het bloedbad in Hungerford op 19 augustus 1987. Street spirit is geïnspireerd op R.E.M. en de roman The Famished Road van Ben Okri. The Bends voert terug op caissonziekte, de ontwikkeling van de band ging in de ogen van de leden te snel naar de top (Creeps was een groot succes).

## Nasleep
De ontwikkeling in releases was terug te vinden in de albumlijstnoteringen. In het Verenigd Koninkrijk bereikte het in zestien weken de zesde plaats. In de Verenigde Staten was er in het begin weinig aandacht, maar doordat andere musici reclame begonnen te maken voor het album, onder andere Michael Stipe van R.E.M. kwam het een jaar na uitgifte tot de 88e plaats. Eind 1996 zouden er rond de twee miljoen exemplaren zijn verkocht. Een hele serie aan singles promootte het album. Nederland en België vormden daarin een kleine bijdrage, respectievelijk hoogste plaats 20 in 31 weken (NL) en hoogste plaats 8 in 19 weken (Vlaanderen).
Er volgde na de uitgifte een uitgebreide tournee door Noord-Amerika, Europa (Nederland: Paradiso met een muur van geluid) en Japan. Radiohead speelde daarbij wel in voorprogramma’s van R.E.M., Alanis Morissette en Soul Asylum. Bijzonder was dat in 1995 voor een optreden in Denver alle apparatuur werd gestolen, een gitaar van Greenwood kwam pas in 2015 weer boven water.
Achteraf werd gezien dat The Bends van invloed is geweest op de ontwikkeling van de Britpop in het algemeen, onder andere Coldplay, Muse en Snow Patrol werden daarbij genoemd. Progwereld zag bij de heruitgave in 2009 een natuurlijke ontwikkeling tussen Pablo Honey en OK Computer. Dutch Progressive Rock Pages vond het (binnen de progressieve rock) een verplichte aanschaf.
In 2009 volgde een heruitgave van het album, een zogenaamde Collectors Edition; er werd daarbij niet geremasterd. Na de overstap van EMI volgden nog heruitgaven via XL Recordings.